# Tachydromia catalonica
Tachydromia catalonica är en tvåvingeart som först beskrevs av Gabriel Strobl 1906.  Tachydromia catalonica ingår i släktet Tachydromia och familjen puckeldansflugor. Inga underarter finns listade i Catalogue of Life.